# Монтегю, Ральф, 1-й герцог Монтегю
Ральф Монтегю (англ. Ralph Montagu, 1st Duke of Montagu; 24 декабря 1638 — 9 марта 1709) — английский аристократ, придворный и дипломат, 3-й барон Монтегю из Боутона с 10 января 1683 года, 1-й граф Монтегю и виконт Монтермер с 9 апреля 1689 года и 1-й герцог Монтегю и маркиз Монтермер с 12 апреля 1705 года.

## Биография
Второй сын Эдуарда Монтегю (1616—1684), 2-го барона Монтегю из Боутона (1644—1683), и Энн Винвуд, дочери государственного секретаря Ральфа Винвуда.
Сэр Эдвард Монтегю (1485—1557), главный юстициарий в правление короля Генриха VIII Тюдора, был дедом Генри Монтегю (1563—1642), 1-го графа Манчестера, и Эдварда Монтегю (1563—1644), 1-го барона Монтегю из Боутона, который был заключен парламентом за лояльность королю Карлу I Стюарту в Лондонский Тауэр. Старший сын Эдварда Монтегю, Эдуард Монтегю, который стал 2-м бароном Монтегю, во время Гражданской войны перешел на сторону парламента и был одним из лордов, которые провели короля из Ньюарк-он-Трента в Холденби-хаус после его поражения шотландцам в январе 1647 года.
У Эдварда Монтегю была два сына: Эдвард и Ральф. Старший сын Эдвард (1636—1665) был шталмейстером королевы Екатерины Брагансской, жены Карла II Стюарта. После увольнения Эдварда его младший брат Ральф Монтегю был назначен 28 декабря 1665 на вакантную должность шталмейстера и, благодаря своей галантности, вскоре приобрел себе репутацию при королевском дворе. 1 сентября 1666 был назначен послом во Франции и принимал активное участие в переговорах, в результате которых король Франции Людовик XIV получил нейтралитет Англии во время войны между Францией и Нидерландами.
Поссорившись с Томасом Осборном, графом Дэнби, и Барбарой Вильерс, герцогиней Кливлендской, которая осудила его перед королём, Ральф Монтегю был избран депутатом в Палату общин от Нортгемптона 31 октября 1678 года (10 ноября 1678 утверждено его избрание в парламент). В том же году способствовал началу расследования парламентом дела о коррупции министра Томаса Осборна, графа Дэнби. С 8 февраля 1679 депутат в Палате общин от Хантингдоншира, а с 21 августа 1679 вновь депутат в Палате общин от Нортгемптона. 
Последний был осужден и находился в заключении до 1684 года. После роспуска парламента Ральф Монтегю мог попасть под арест и попытался бежать во Францию. В дальнейшем он продолжал интриговать против правительства, выступал за отстранение герцога Йоркского от наследования королевского трона в пользу Джеймса Скотта, герцога Монмута.
В январе 1684 года после смерти своего отца Ральф Монтегю унаследовал титул барона Монтегю из Боутона.
Несмотря на свои бывшие интриги, Ральф Монтегю приобрел благосклонность нового короля Англии Якова II Стюарта (1685—1688), но затем перешел на сторону Вильгельма Оранского, который в 1689 году пожаловал ему титулы виконта Монтермера и графа Монтегю. В 1705 году Ральф Монтегю получил титулы герцога Монтегю и маркиза Монтермера.

## Семья и дети
Был дважды женат. 24 августа 1673 года Ральф Монтегю женился первым браком на Элизабет Ризли (1646—1690), дочери Томаса Ризли (1607—1667) 4-го графа Саутгемптона (1624—1667), и вдове Джоселина Перси (1644—1670), 11-го графа Нортумберленда (1668—1670). Их дети:
- Джон Монтегю (ок. 1690—1749), 2-й герцог Монтегю (1709—1749)
- Энн Монтегю (1683—1761), вышла замуж за Александра Попхэма (ок. 1660—1705)

8 сентября 1692 года вторично женился на Элизабет Кавендиш (1654—1734), дочери Генри Кавендиша, 2-го герцога Ньюкасла, и вдове Кристофера Монка (1653—1688), 2-го герцога Албемарла (1670—1688). Второй брак был бездетен. В приданое за второй женой Ральф Монтегю получил баронство Боуленд, который после его смерти унаследовал его сын от первого брака — Джон Монтегю.